# Sopho Nizharadze
Sopho Nizharadze (en georgiano: სოფო ნიჟარაძე, y en ruso: София Нижарадзе; Tiflis, RSS de Georgia, Unión Soviética, 6 de febrero de 1985) es una actriz y cantautora georgiana.
Representó su país en el Festival de la Canción de Eurovisión 2010, bajo el nombre de Sofia Nizharadze, con la canción «Shine».

## Biografía
Nació en Tiflis (en ese entonces - RSS de Georgia). Sofia se graduó con honores de una academia musical, y después se dirigió al centro Gnessin Russian Academy of Music. A los 11 años fue elegida por el periodista francés Bernard Pivot para participar en su transmisión por televisión en TV5 París, donde canto la famosa canción francesa "Douce France". A los 17, Sopho fue ganadora de varios concursos internacionales de jóvenes cantantes, entre ellos el "Bravo, Bravísimo!", compitiendo en Mini La Scala (Italia), "Crystal Note" (Moscú, Rusia), "Crystal fur-tree" (Borjomi, Georgia). Ha participado en varios festivales en Rusia, Turquía, Italia, Letonia y Georgia.
Desde 2001, Nizharadze ha sido solista para la Orquesta Filarmónica Nacional de Georgia. En 2003, fue portada en la revista musical-circus. A continuación, actúa en el Russian Academy of Theatre Arts en la obra "Romeo y Julieta". En 2004, consiguió un papel principal en Gerard Presgurvic Musical (Versión Original en ruso). En 2005, Sopho fue finalista en el New Wave Festival en Jūrmala, en Letonia.
Sofía escribe sus letras de sus canciones en georgiano, ruso e inglés.

### Festival de la Canción de Eurovisión 2010
Con sólo 23 años Sofia Nizharadze fue seleccionada para representar a Georgia en el Festival de la Canción de Eurovisión 2010, celebrado en Oslo, Noruega.
Después de pasar la semifinal y llegar a la final, obtuvo la posición 9.º con 136 puntos. La canción, «Shine» obtuvo máximas puntuaciones de Armenia (12), Lituania (12), Rusia (10), Azerbaiyán (8) y Estonia (8).

## Papeles
- Musical Svadba Soek - (Ketevan - papel principal)
- Musical Romeo & Juliette - (Julieta)
- Musical Hello, Dolly - (RATI)

## Álbumes
- Svadba Soek (2003)
- Romeo & Juliette Musical "Ot Nenavisti No Lubvi" (Grabación de molde original) (2005)
- ¿Dónde estás ...? (2008)

1. "My Dream"
2. "Every Moment"
3. "Where Are You..."
4. "Leave Me Alone"
5. "I'm Running Away"
6. "Over and Over"
7. "Leave Me Alone (remix)"
8. "Over and Over (remix)"